# 埃爾科夫雷
埃爾科夫雷（西班牙語：El Cobre），是委內瑞拉的城鎮，位於該國西南部塔奇拉州，是巴爾加斯市的首府，始建於1558年，海拔高度2,105米，每年平均降雨量1,200毫米，主要經濟活動是農業。